# Квасниця Мар'ян Олегович
Мар'ян Олегович Квасниця (11 листопада 1992) — український плавець, Майстер спорту України міжнародного класу.
Представляє Львівський регіональний центр з фізичної культури і спорту інвалідів «Інваспорт».
Срібний та дворазовий бронзовий призер чемпіонату Європи 2014 року. Срібний та бронзовий призер чемпіонату світу 2015 року. Фіналіст чемпіонату Європи 2016 року.